# Diageneza
Diageneza (gr. δια „przez, na wskroś“ i γένεσις „powstawanie“) –  zbiór procesów fizycznych i chemicznych działających na osad po jego depozycji ale przed jego ostateczną lityfikacją. Jako diagenetyczne postrzega się procesy które zachodzą przy względnie niskim ciśnieniu i niskiej temperaturze w przeciwieństwie do procesów metamorfizmu, które zachodzą przy względnie wyższym ciśnieniu i temperaturze. Do procesów diagenetycznych możemy zaliczyć między innymi działanie roztworów, działanie mikroorganizmów oraz rekrystalizację.
Osad świeżo złożony jest luźny, miękki i zazwyczaj przesiąknięty wodą. Pod wpływem różnych czynników ulega przeobrażeniom chemicznym i fizycznym, które prowadzą do tego, że staje się on spoisty, twardy i prawie zupełnie pozbawiony wody. Procesy do tego prowadzące przebiegają w warunkach ciśnienia i temperatury, nieróżniących się lub niewiele różniących się od tych warunków, w jakich osad został złożony.
Procesy diagenetyczne rozpoczynają się bardzo wcześnie, najczęściej już w trakcie tworzenia się osadu, a trwać mogą bardzo długo, działając jeszcze wtedy, kiedy osad straci kontakt ze środowiskiem (morzem, jeziorem, pustynią itd.), w którym został utworzony.
- Osad odpowiednio głęboko pogrążony może dostać się w strefę znacznie podwyższonego ciśnienia i temperatury.
- Jeśli minerały skałotwórcze ulegają przeobrażeniom, to proces tych przeobrażeń nazywamy metamorfizmem.
- Wszystkie przeobrażenia fizyczne i chemiczne zachodzące w osadzie, które nie wytwarzają zmian metamorficznych nazywamy diagenezą. (J. Walther, 1894)

Rodzaje diagenez:
- diageneza halmyrolityczna – pod wpływem wody morskiej
- diageneza epigenetyczna – przemiany, zwłaszcza chemiczne, zachodzą jeszcze po stwardnieniu utworu

W procesie diagenezy główną rolę gra twardnienie koloidów, kompakcja osadów wywołana ciężarem gromadzących się osadów, cementacja i procesy rekrystalizacyjne polegające na rozpuszczeniu i strącaniu się związków chemicznych.